# والتر جورج روبنسون
والتر جورج روبنسون هو سياسي كندي، ولد في 19 يوليو 1873، وتوفي في 1949. انتخب عضو المجلس التشريعي من ساسكاتشوان.